# Final Fantasy Legend II
Final Fantasy Legend II, känt i Japan som SaGa 2: Hihou Densetsu, är ett rollspel utvecklat och publicerat av Square för Game Boy. Det är det andra spelet i SaGa-serien och släpptes 1990 i Japan och 1991 i Nordamerika. En remake för Nintendo DS släpptes 2009 av Square Enix och förblev exklusivt för Japan. Game Boy-versionen portades senare tillsammans med resten av Final Fantasy Legend-trilogin till Nintendo Switch och släpptes internationellt av Square Enix 2020, med senare portar till Android, iOS och Microsoft Windows 2021.